# Henrik Rydström
Henrik Rydström (ur. 16 lutego 1976 w Karlskronie) – były szwedzki piłkarz występujący na pozycji środkowego pomocnika. Obecnie trener piłkarski. 

## Kariera
Henrik Rydström jako junior grał w drużynie Listerby IK, w której rozpoczął treningi w wieku sześciu lat. Zawodową karierę rozpoczynał jednak w 1993 w Kalmar FF, które występowało wówczas w Division 1 Södra, czyli rozgrywkach drugiej ligi dla klubów z południowej części kraju. W 1994 Kalmar przegrało baraże o awans do Allsvenskan z Hammarby notując w pierwszym spotkaniu porażkę 1:4, a w drugim pojedynku remisując 2:2. Początkowo Rydström grał na pozycji obrońcy, jednak w 1996 zaczął występował na pozycji pomocnika i wtedy też został wybrany kapitanem swojego zespołu. Kalmar FF zajęło jednak ostatnie miejsce w ligowej tabeli i spadło do trzeciej ligi. Drużyna zwyciężyła jednak w rozgrywkach Östra Götaland i powróciła do drugiej ligi.
W 1998 zespół Kalmar uplasował się na pierwszej pozycji w Division 1 Södra i uzyskał awans do Allsvenskan. Przygoda z pierwszą ligą nie trwała jednak zbyt długo - drużyna zajęła jedenaste miejsce, przegrała dwumecz barażowy z GAIS i spadła do drugiej ligi. Klub Rydströma zajął pierwsze miejsce w rozgrywkach Superettan 2001, co zapewniło mu powrót do pierwszej ligi. Sam Szwed rozegrał wówczas dziewiętnaście spotkań i strzelił jednego gola. W kolejnych rozgrywkach Rydström wciąż miał zapewnione miejsce w podstawowej jedenastce i był jednym z najważniejszych graczy w drużynie. Pierwszym sukcesem jaki osiągnął w barwach Kalmar było zdobycie wicemistrzostwa Szwecji i krajowego pucharu w 2007.
W 2008 zespół prowadzony przez Nanne Bergstranda wywalczył pierwszy w historii klubu tytuł mistrza kraju, natomiast Rydström w 25 pojedynkach dwa razy wpisał się na listę strzelców. Oprócz tego Kalmar zdobyło Superpuchar Szwecji, a w finale Pucharu Szwecji przegrało po rzutach karnych z IFK Göteborg 4:5.